# Реза Аббасі
Реза Аббасі (*رضا عباسی бл. 1565  —1635) — перський художник-мініатюрист часів Сефевідської Персії. Представник Ісфаганської школи.

## Життєпис
Син живописця Алі Асгара. Народився у Кашані або Мешхеді. Можливо жив в останнього разом батьком, що працював на Ібрагіма-Мірзу, намісника Хорасану. Після вбивства останнього 1576 року Реза разом з Алі перебрався до Казвіну, двору шаха Ісмаїла II.
Отримав художню освіту в майстерні батька. Потім був учнем відомого художника Мусіна. 1593 року був прийнятий до двору шаха Аббаса I. У 1598 році очолив шахську бібліотеку, також очолив шахське відомства художників та каліграфів. Того ж року разом з останнім перебрався до Ісфагану, що став новою столицею Персії.
У 1601 році очолив придвору майстерню живопису. Тоді ж отримав почесну приставку Ака, що значить «пан». Тому відомий також як Ака-Різа. 1603 році з дозволу шаха отримав прізвище Аббасі, утворене від імені перського володаря.
Втім через деякий час залишив почет Аббаса I, намагаючись стати незалежним художником, проте утримувати майстерню поза замовлень шаха та знаті виявилося складним, тому 1610 року Реза Аббасі повертається до двору шаха. Між 1618 та 1625 роками відвідав міста Ардебіль.
Мав численних учнів, серед яких відомим мініатюристом став Му'їн Мусаввар та Хафі Аббасі (син Рези). Останній намалював портрет Рези Аббасі, що є рідкісним випадком для перського живопису. Ще довгий час молоді живописці, щоб розвинути власний стиль, продовжували копіювати роботи Аббасі.

## Творчість
Був майстром виконання жанрових сценок і портретів, зокрема овчарів, селян, знатних придворних і розпещених жінкоподібних юнаків, лише зрідка — ілюстрації. Спирався на традиції живопису Мухаммеда Юсуфа (Казвінська школа) та Султан-Мухаммеда (Тебризька школа), значних мініатюристів початку XVI ст. При цьому став нові сюжети в перське мистецтво, зокрема коханих, напівоголених жінок та молодиків. Став фактичним засновником Ісфаганської школи. Яскравим уособленням її стилю є диптих «Бенкет на лоні природи» (1612 рік). Загалом доробок з відомих мініатюр Рези Аббасі становить 128 картин, проте дотепер точаться дискусії щодо ще 109 мініатюр, автором яких, можливо, був Реза.
Творчість Аббасі відмічена переходом від поетично-умиротворених композицій, де силуети фігур окреслює рівна і плавна замкнута лінія, що наче ізолює фігуру від загалу, до малюнків, які зповнені глибокої внутрішньої напруги. В останніх мінлива, переривчаста лінія, гострота якої підкреслюється м'якістю тональних переходів, виявляє пластику фігур, їх зв'язок з навколишнім простором. Зрідка зустрічаються образи тварин і птахів. Крім того, займався розписом коранів та «Шахнаме».
Особливістю мініатюр Аббасі є те, що він одним з перших перських художників підписував свої роботи та ставив дату та короткий опис.

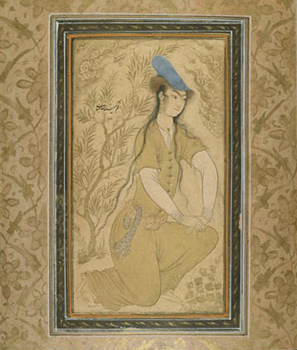
Дівчина
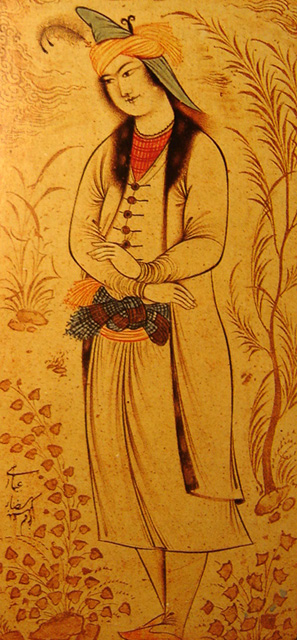
Мухаммед-Бейк
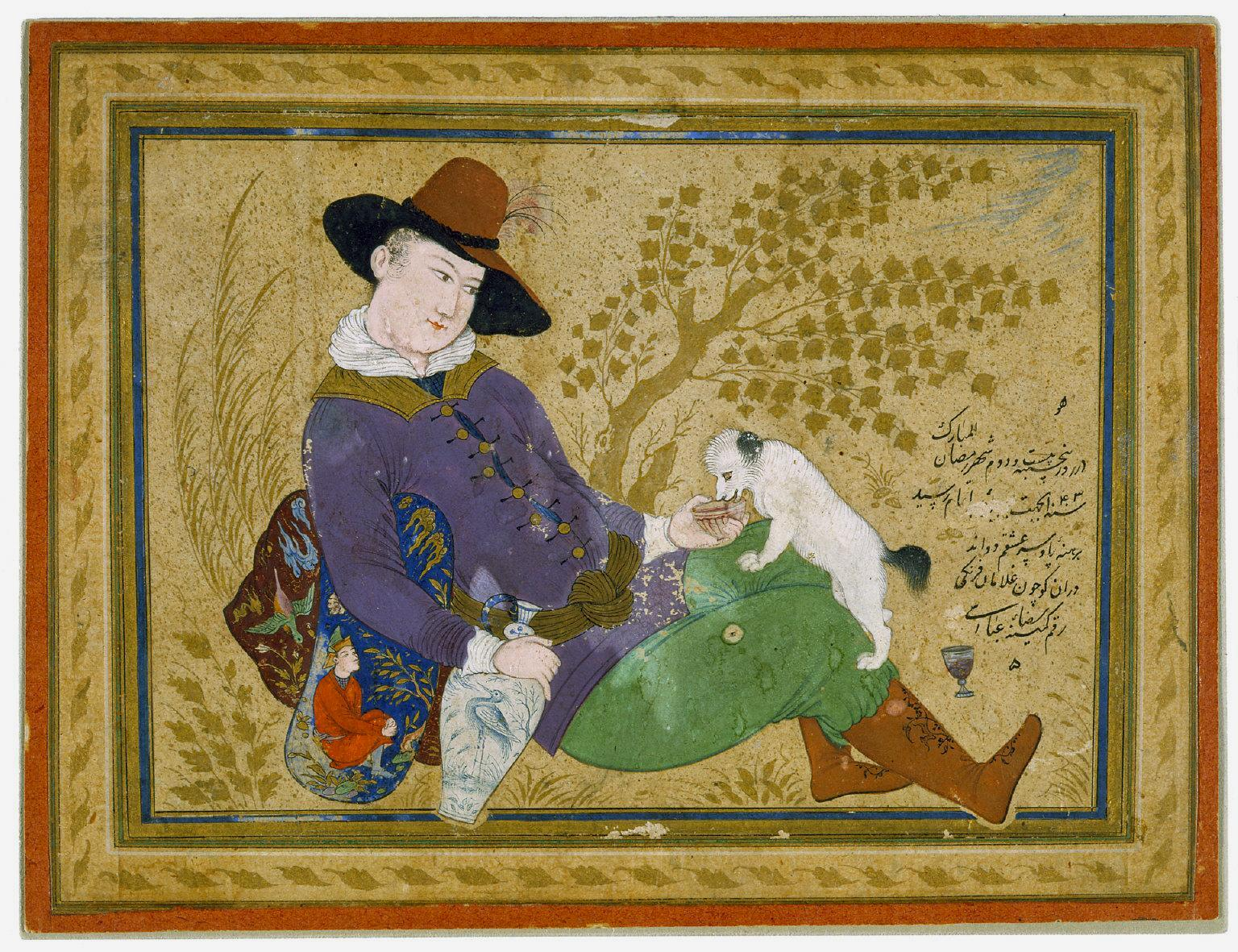
Молодий португалець
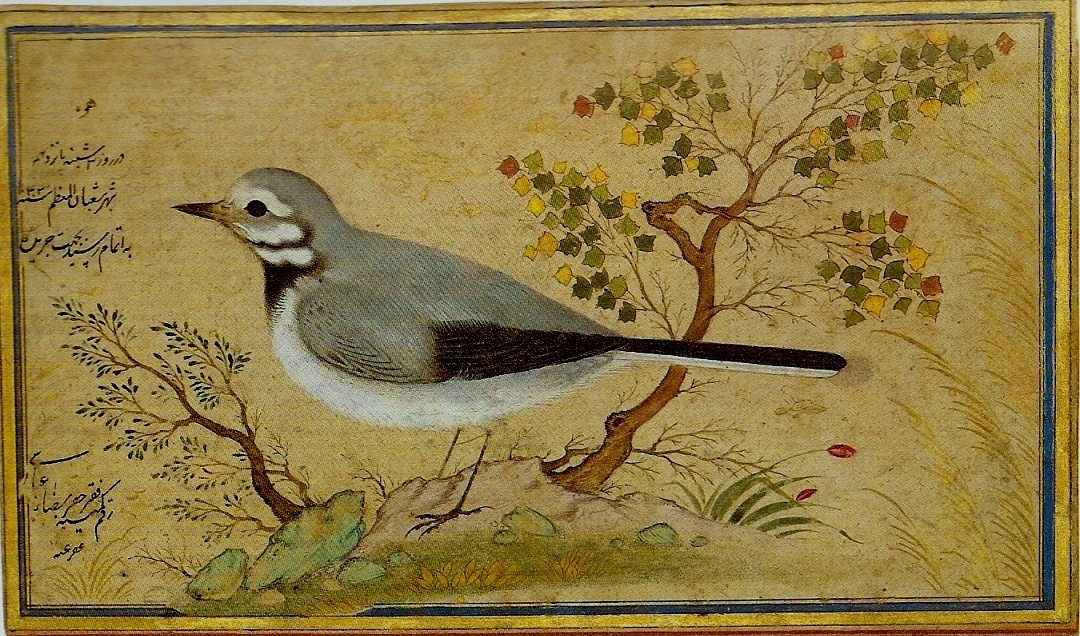
Пташка
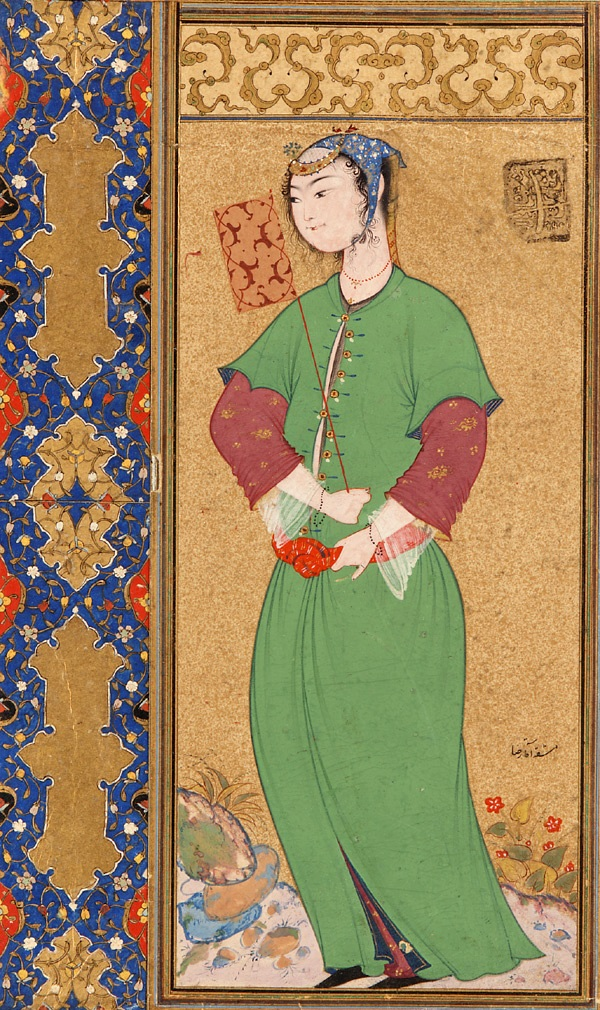
Жінка з віялом

## Пам'ять
На честь Рези Аббасі названо тегеранський музей, де представлено роботи доісламського та ісламського періодів мистецтва Ірану.